# Aéroport de Squamish
L'aéroport de Squamish est un aéroport situé en Colombie-Britannique, au Canada.